# Кале-1 (кантон)
Кале-1 (фр. Calais-1) — кантон во Франции, находится в регионе О-де-Франс, департамент Па-де-Кале. Входит в состав округа Кале.

## История
Кантон образован в результате реформы 2015 года. В его состав вошли западные кварталы города Кале, упраздненный кантон Кале-Нор-Уэст и две коммуны упраздненного кантона Гин.

## Состав кантона
В состав кантона входят коммуны (население по данным Национального института статистики за 2018 г.):
- Ам-Букр (1 463 чел.)
- Бонненг-ле-Кале (559 чел.)
- Кале (25 760 чел.) (западные кварталы)
- Кокель (2 603 чел.)
- Ньель-ле-Кале (288 чел.)
- Пиэн-ле-Гин (498 чел.)
- Пёпленг (782 чел.)
- Сангатт (4 852 чел.)
- Сен-Трика (757 чел.)
- Фретен (1 355 чел.)
- Эскаль (222 чел.)

## Политика
На президентских выборах 2022 г. жители кантона отдали в 1-м туре Марин Ле Пен 35,2 % голосов против 24,8 % у Эмманюэля Макрона и 17,8 % у Жана-Люка Меланшона; во 2-м туре в кантоне победила Ле Пен, получившая 56,3 % голосов. (2017 год. 1 тур: Марин Ле Пен – 33,4 %, Жан-Люк Меланшон – 20,9 %, Эмманюэль Макрон – 18,1 %, Франсуа Фийон – 14,1 %; 2 тур: Ле Пен – 52,4 %. 2012 год. 1 тур: Франсуа Олланд — 29,4 %, Марин Ле Пен — 23,9 %, Николя Саркози — 22,5 %; 2 тур: Олланд — 57,5 %).
С 2021 года кантон в Совете департамента Па-де-Кале представляют вице-мэр города Кале Мете Мюло-Фрикур  (Maïté Mulot-Friscourt) (Республиканцы) и мэр коммуны Фретен Ги Эдбо (Guy Heddebaux) (Разные правые).
|                | Кандидаты                      | Партия                   | Первый тур | Первый тур     | Второй тур | Второй тур |
| Кол-во голосов | Кандидаты                      | Партия                   | % голосов  | Кол-во голосов | % голосов  |            |
| -------------- | ------------------------------ | ------------------------ | ---------- | -------------- | ---------- | ---------- |
|                | Мете Мюло-Фрикур Ги Эдбо       | Правый блок              | 3 628      | 43,81          | 5 755      | 71,22      |
|                | Аурели Кребув Жан-Марк Понтьё  | Национальное объединение | 2 159      | 26,07          | 2 326      | 28,78      |
|                | Линда Кравчик Жан-Пьер Муссали | Левый блок – Зелёные     | 1 962      | 23,69          |            |            |
|                | Франсуа Дювет Доминик Пьедфор  | Разные центристы         | 533        | 6,44           |            |            |

|                | Кандидаты                           | Партия                      | Первый тур | Первый тур     | Второй тур | Второй тур |
| Кол-во голосов | Кандидаты                           | Партия                      | % голосов  | Кол-во голосов | % голосов  |            |
| -------------- | ----------------------------------- | --------------------------- | ---------- | -------------- | ---------- | ---------- |
|                | Мишель Ами Мете Мюло-Фрикур         | Правый блок                 | 3 939      | 33,25          | 6 929      | 61,40      |
|                | Франсуаза Вернальд Роже Демасье     | Национальный фронт          | 3 757      | 31,71          | 4 356      | 38,60      |
|                | Ги Аллеман Виржини Кенес            | Левый блок                  | 2 990      | 25,24          |            |            |
|                | Катрин Буржуа Франсис Жест          | Европа Экология — «Зелёные» | 837        | 7,06           |            |            |
|                | Кристель Домен-Сомер Эрик Лирондель | Левый фронт                 | 325        | 2,74           |            |            |